# منيرة المشخص
منيرة المشخص إعلامية سعودية.

## عن حياتها
ولدت في مدينة الرياض درست في كلية الاداب التابعة لرئاسة تعليم البنات بالرياض سابقا وعملت في وزارة الثقافة والاعلام مراسلة إذاعة جدة في الرياض ومحررة صحفية بجريدة عكاظ ثم لجريدة الشرق.

## أعمالها
تنقلت بين مركز الملك عبد العزيز للمؤتمرات والمركز الإعلامي والمعرض المصاحب، قامت فيها بتغطية القمة الرابعة للدول العربية ودول أمريكا الجنوبية وتدوين كل احداث القمة بعدستها الخاصة نجحت في إجراء تصريحات خاصة من الضيوف المشاركين في أعمال القمة.

## روابط خارجية
منيرة المشخص ابرز الاعلاميات السعوديات ميدانياً واحراجاً للمسؤول؟! صحيفة صدى الالكترونية.